# Gösta Eriksson (läkare)
Joel Gösta Alarik Isidor Eriksson, född 11 oktober 1892 i Ronneby, död 28 mars 1962 i Umeå landsförsamling, var en svensk psykiater. 
Efter studentexamen i Växjö 1911 blev Eriksson medicine kandidat 1915 och medicine licentiat 1922 i Lund. Han innehade förordnanden bland annat extra läkare vid Säters och Växjö hospital och som amanuens vid Lunds hospital och asyl 1918–1919, e.o. hospitalsläkare av andra klassen vid Växjö hospital 1923–1924, av första klassen vid Säters hospital 1924–1930, därunder t.f. överläkare vid Piteå hospital 1929–1930, överläkare av andra klassen vid Piteå hospital och asyl 1930–1933, samt överläkare av första klassen och sjukhuschef vid Umedalens sjukhus från 1934.
Eriksson var ledamot av och sekreterare i kommittén för Norrbottens läns sinnessjukproblem 1930, ledamot av styrelsen för Norrbottens läns sinnesslöanstalt 1933, inspektör för Furugårdens vårdhem för sinnessjuka i Mellansel, psykiatrisk konsult vid statens skyddshem i Ånäset och ordförande i Umedalens hjälpförening för psykiskt sjuka. Han var även ordförande i Umeå sockens hälsovårdsnämnd. Gösta Eriksson är begravd på Backens kyrkogård i Umeå.